# Такитаки, Сионе
Сионе Такитаки (англ. Sione Takitaki, 8 июня 1995, Фонтана, Калифорния) — профессиональный футболист, выступающий на позиции лайнбекера в клубе НФЛ «Кливленд Браунс».

## Биография
Сионе Такитаки родился 8 июня 1995 года в Фонтане в Калифорнии. Он был младшим из семи детей в семье, эмигрировавшей в США из Тонга. В детстве Сионе занимался различными видами спорта, но в старшей школе больше внимания стал уделять футболу. За школьную команду он играл на позициях лайнбекера, тэкла защиты и раннинбека. Летние каникулы Такитаки проводил в лагерях, организованных университетом Бригама Янга, и после окончания школы, в 2014 году, поступил в него.

### Любительская карьера
В начале своей студенческой карьеры Сионе испытывал проблемы с дисциплиной, его отчисляли из команды за драку, но вернули по итогу голосования остальных игроков. По разным причинам он пропустил одиннадцать матчей в 2014 и 2015 годах. Перед началом сезона 2016 года Такитаки был выведен из состава после обвинения в краже. Он полностью пропустил чемпионат, использовав возможность получить статус освобождённого игрока. В этот период Сионе женился на Алисе Пенни, студентке того же университета.
В 2017 году команда сменила схему игры в защите и Сионе перешёл на позицию ди-энда. Он сыграл за команду во всех тринадцати матчах, сделал 12,5 захватов с потерей ярдов и зарекомендовал себя как один из лучших линейных защиты в NCAA. В заключительном сезоне в колледже Такитаки снова вернулся на место внешнего лайнбекера, был выбран одним из капитанов команды. Он стал лучшим по числу сделанных захватов и попал в поле зрения скаутов клубов НФЛ.

#### Статистика выступлений в NCAA
| Сезон | Команда           | Игры | Захваты | Захваты | Захваты | Захваты | Захваты | Перехваты | Перехваты | Перехваты | Перехваты | Перехваты | Фамблы | Фамблы | Фамблы | Фамблы |
| Сезон | Команда           | Игры | Solo    | Ast     | Tot     | Loss    | Sk      | Int       | Yds       | Y/R       | TD        | PD        | FR     | Yds    | TD     | FF     |
| ----- | ----------------- | ---- | ------- | ------- | ------- | ------- | ------- | --------- | --------- | --------- | --------- | --------- | ------ | ------ | ------ | ------ |
| 2014  | Бригам Янг Кугарс | 11   | 15      | 6       | 21      | 4,0     | 3,0     | 0         | 0         | 0,0       | 0         | 0         | 1      | 0      | 0      | 1      |
| 2015  | Бригам Янг Кугарс | 6    | 12      | 10      | 22      | 7,0     | 3,5     | 0         | 0         | 0,0       | 0         | 0         | 1      | 0      | 0      | 0      |
| 2017  | Бригам Янг Кугарс | 13   | 43      | 36      | 79      | 12,5    | 5,0     | 0         | 0         | 0,0       | 0         | 2         | 0      | 0      | 0      | 0      |
| 2018  | Бригам Янг Кугарс | 13   | 75      | 44      | 119     | 10,0    | 4,0     | 0         | 0         | 0,0       | 0         | 3         | 0      | 0      | 0      | 1      |
| Всего | Всего             | 43   | 145     | 96      | 241     | 33,5    | 15,5    | 0         | 0         | 0,0       | 0         | 5         | 2      | 0      | 0      | 2      |

### Профессиональная карьера
Перед драфтом НФЛ 2019 года аналитик лиги Лэнс Зирлейн отмечал путь от проблем с дисциплиной к статусу капитана команды, который прошёл Такитаки в колледже. По его мнению, игрок идеально подходил для действий в составе специальных команд и мог стать надёжным запасным лайнбекером. К сильным сторонам Сионе Зирлейн относил его взрывной старт и хорошую скорость, стремление максимально удачно завершать каждый розыгрыш. Минусами он называл слабую игру при захватах на открытом пространстве, недостаток техники, проблемы в игре против физически более мощных тайт-эндов.
В третьем раунде драфта Такитаки был выбран «Кливлендом». В мае он подписал с командой контракт. В регулярном чемпионате 2019 года он сыграл в пятнадцати матчах команды, хотя непосредственно в защите выходил на поле только в 105 снэпах, около 10 % от общего их числа

#### Статистика выступлений в НФЛ

##### Регулярный чемпионат
| Сезон | Команда         | Игры | Захваты | Захваты | Захваты | Захваты | Захваты | Перехваты | Перехваты | Перехваты | Перехваты | Перехваты | Фамблы | Фамблы | Фамблы | Фамблы |
| Сезон | Команда         | Игры | Solo    | Ast     | Tot     | Loss    | Sk      | Int       | Yds       | Y/R       | TD        | PD        | FR     | Yds    | TD     | FF     |
| ----- | --------------- | ---- | ------- | ------- | ------- | ------- | ------- | --------- | --------- | --------- | --------- | --------- | ------ | ------ | ------ | ------ |
| 2019  | Кливленд Браунс | 15   | 14      | 7       | 21      | 0,0     | 0,0     | 0         | 0         | 0,0       | 0         | 0         | 0      | 0      | 0      | 0      |
| Всего | Всего           | 15   | 14      | 7       | 21      | 0,0     | 0,0     | 0         | 0         | 0,0       | 0         | 0         | 0      | 0      | 0      | 0      |